# Bławat
Bławat – kosztowna, błękitna tkanina jedwabna używana w średniowieczu.
Później nazywano tak każdą tkaninę jedwabną.